# 翟瑛
翟瑛（1439年—？），字廷光，河南河南府洛陽縣人，南京太醫院醫籍，明朝政治人物。

## 生平
成化二年（1466年）丙戌科進士。選翰林院庶吉士，改禮科給事中，歷太常寺卿。工書法。

## 家族
其家世代以醫籍隸南京太醫院。曾祖翟伯常，祖父翟罍，父翟觀，母龐氏。
兄翟瑄，官至刑部尚書。時人並稱「二翟」。